# Xylotrupes clinias
Xylotrupes clinias es una especie de escarabajo rinoceronte del género Xylotrupes, familia Scarabaeidae. Fue descrita científicamente por Schaufuss en 1885.
Se distribuye por Australia, Papúa Nueva Guinea, Islas Salomón, Vanuatu y Célebes (Indonesia).